# Good Luck, Babe!
« Good Luck, Babe! » est une chanson enregistrée par l'auteur-compositrice-interprète américaine Chappell Roan. Elle sort en single le 5 avril 2024, via Amusement Records et Island Records. La chanson a été écrite en collaboration avec Justin Tranter (en) et son producteur Dan Nigro.
Morceau de synth-pop, les paroles de « Good Luck, Babe! » font référence à l'hétéronormativité, décrivant une femme essayant de nier ses sentiments pour Chappell Roan et les femmes en général.
« Good Luck, Babe! » est acclamée par la critique musicale, qui l'a incluse dans plusieurs classements de mi-année des meilleures chansons de 2024. Saluée par Billboard comme une « percée bien méritée », « Good Luck, Babe! » devient  la chanson à succès de Chappell Roan, notamment après ses performances lives à Coachella et au Tonight Show Starring Jimmy Fallon en juin 2024. Il s'agit de la première chanson de Chappell Roan à atteindre le top 10, atteignant la sixième place du Billboard Hot 100.

## Contexte et sortie
En avril 2024, Chappell Roan envoie un e-mail à ses fans indiquant que son nouveau single "Good Luck, Babe!" sortira de façon imminente, écrivant que la chanson « parle de souhaiter bonne chance à quelqu'un qui nie le destin ». Elle ajoute que ce serait la « première chanson du prochain chapitre », après la sortie de son premier album studio The Rise and Fall of a Midwest Princess en septembre 2023,.
Amusement Records et Island Records publient le single en streaming et en téléchargement numérique le 5 avril 2024. Un clip accompagnant « Good Luck, Babe! » est aussi publié. Inspirée par les premières images de la culture numérique, la vidéo comprend une utilisation intensive de la police Comic Sans. La chanson sort ensuite en édition limitée vinyle le 28 juin 2024.

## Écriture et composition
La chanson sort en single le 5 avril 2024, via Amusement Records et Island Records. Chappell Roan écrit la chanson avec Justin Tranter (en) et son producteur Dan Nigro. 
Morceau de synth-pop, les paroles de "Good Luck, Babe!" font référence à l'hétéronormativité, décrivant une femme essayant de nier ses sentiments pour Chappell Roan et envers les femmes en général.

## Réception critique
« Good Luck, Babe ! » est acclamée dès sa sortie, et considéré comme un succès décisif dans la carrière de Chappell Roan. Les critiques sont particulièrement enthousiasmés par la puissante démonstration vocale de la chanteuse, observant qu'elle symbolisait son ascension simultanée en popularité,.
Sydney Brésil d'Exclaim! estime que la chanson incarnait « sa vision pop baroque ». Stephen Daw de Billboard salue la combinaison de la production de Dan Nigro avec la performance vocale de Chappell Roan, écrivant que : « la production maximaliste, avec des synthés épais des années 80 et une section avec des instruments à cordes, alimente la voix sauteuse d'octave de Roan... ". Des commentateurs comparent l'interprétation de Chappell Roan au style de musiciens des années 1980 tels que Kate Bush, Wham! , et Cyndi Lauper. Shaad D'Souza du New York Times compare la voix de Roan à celle de la chanteuse Liza Minnelli, affirmant que la chanson met en évidence un élément théâtral dans la façon dont elle délivre ses paroles.
Sheldon Pearce, pour NPR, choisit ce titre comme étant la meilleure chanson pop de l'année et relève notamment le refrain : « "You'd have to stop the world just to stop the feeling' est une lecture monumentale qui donne l'impression d'un coup de poing au ventre. C'est le genre d'attaque émotionnelle directe à laquelle on ne peut échapper, même en tant que simple spectateur. ». D'autres critiques saluent la qualité du pont, Jason P. Frank de Vulture le présentant comme un exemple inversant la tendance actuelle des artistes à omettre un pont afin de raccourcir leurs pistes.
La chanson est par ailleurs incluse dans les listes des « meilleures chansons de la première partie de 2024 » de plusieurs journaux,,.

## Performance commerciale
À sa sortie, « Good Luck, Babe ! » débute à la 77e place du Billboard Hot 100 pour la semaine se terminant le 20 avril 2024, devenant la première chanson de Chappell Roan à entrer dans le classement. Elle devient un sleeper hit  en atteignant la quatrième place du classement fin septembre 2024. Elle est certifiée disque d'or par la Recording Industry Association of America (RIAA) le 29 mai 2024, pour des ventes dépassant les 500 000 unités.
Le morceau domine le classement des singles en Irlande et atteint la deuxième place du classement des singles au Royaume-Uni, devenant ainsi son single le mieux classé. Il atteint le top 10 dans plusieurs autres endroits, notamment à Singapour (4), en Australie (5), en Nouvelle-Zélande (7), au Canada (8), en Islande (10) et dans le Global 200 (10). Il est certifié or par Music Canada et l'Associação Fonográfica Portuguesa (AFP), et platine par la British Phonographic Industry (BPI) et la Recorded Music NZ (RMNZ).

## Impact
Lors de son entrée dans le Billboard Hot 100, Hannah Jocelyn avance que les thèmes LGBT explicites de la chanson représentaient une percée non seulement pour la carrière de Chappell Roan mais aussi pour un mouvement plus large dans la musique LGBT. Beaucoup soutiennent que l'inclusion de tels thèmes LGBT par Chappell Roan dans ses chansons témoignent de son authenticité en tant qu'artiste. Juliana Tanner du Michigan Daily fait écho à cet optimisme, félicitant Chappell Roan de n'avoir laissé aucune place à l'ambiguïté dans son homosexualité et d'avoir évité la fétichisation des relations lesbiennes pour le public masculin.

## Performances live et reprises
Chappell Roan fait ses débuts avec « Good Luck, Babe ! » au SOMA San Diego le 22 février 2024 et quelques mois plus tard, la chanson est ajoutée à la liste du The Midwest Princess Tour (en), l'interprétant lors de son premier concert à Coachella en avril 2024,. Sa première interprétation télévisée a lieu en juin 2024, dans The Tonight Show Starring Jimmy Fallon. Le 11 septembre 2024, Chappell Roan interprète la chanson aux MTV Video Music Awards 2024. Les costumes et la conception de la production à thème médiéval sont bien reçues par les observateurs médiatiques,.
En juin 2024, Sabrina Carpenter reprend « Good Luck, Babe ! » dans le cadre d'un set pour le Live Lounge de BBC Radio 1 ; Sabrina Carpenter avait précédemment partagé qu'elle était fan de la chanson. Good Luck, Babe! a également été reprise par divers artistes comme les Jonas Brothers ou Girl in Red.

## Distinctions
| Organisation           | Année | Catégorie        | Résultat | Réf.   |
| ---------------------- | ----- | ---------------- | -------- | ------ |
| MTV Video Music Awards | 2024  | Chanson de l'été | Nommée   | [ 29 ] |